# Torvald T:son Höjer
Torvald Alrik Magnus T:son Höjer, född den 26 februari 1906 i Stockholm, död den 6 januari 1962 i Danderyd, var en svensk historiker. Han var son till Torvald Magnusson Höjer. 
Höjer inriktade sin forskning mot utrikespolitik och nyare historia. Efter ett par arbeten med ämnen från Bismarcktidens internationella politik disputerade han på en avhandling om Carl Johan i den stora koalitionen mot Napoleon (1935). Utmärkande för Höjer som historiker är en minutiös grundlighet i källforskningen, ett mångsidigt hänsynstagande till olika faktorer i ett händelseförlopp, ett balanserat omdöme och en koncis framställningskonst. En central plats i hans produktion intar biografin om Karl XIV Johan (3 band, 1939–1960), svensk historisk litteraturs mest monumentala verk i sitt slag. År 1950 blev han professor i historia vid Stockholms högskola. 
Höjer var redaktör för Historisk tidskrift från 1949, och bidrog med över 100 artiklar och recensioner, och satte sin personliga prägel på detta organ för svensk historievetenskap. Han var ordförande i Historielärarnas förening 1954–1960. 
Han är begraven på Djursholms begravningsplats.